# 윤희 (영화)
"윤희"는 2014년에 개봉한 대한민국의 영화이다.

## 캐스팅
- 최지연 : 윤희 역
- 황석정 : 명자 역
- 김재록 : 병삼 역
- 이설구 : 영수 역
- 전주우 : 노식 역
- 김한규 : 동식 역
- 김진희 : 정선 역
- 유연 : 경숙 역
- 황선환 : 철수 역
- 유필란 : 딸기엄마 역
- 이지호 : 차이안 역
- 주소정 : 다솜 역
- 이관호